# Florești (Moldavia)
Florești è una città della Moldavia capoluogo della comune omonima di 13.164 abitanti al censimento del 2004
È situata a 131 km dalla capitale Chișinău lungo il fiume Răut, affluente del Nistro. Buoni sono i collegamenti stradali e ferroviari con il resto del paese.